# Ivanečki Vrhovec
Ivanečki Vrhovec je naseljeno mjesto u Republici Hrvatskoj u Varaždinskoj županiji. 

## Zemljopis
Administrativno je u sastavu grada Ivanca. Naselje se proteže na površini od 1,06 km². 

## Stanovništvo
Prema popisu stanovništva iz 2001. godine u Ivanečkom Vrhovcu živi 357 stanovnika i to u 91 kućanstvu. Gustoća naseljenosti iznosi 336,79 st./km².
| broj stanovnika | 107   | 197   | 220   | 234   | 248   | 317   | 316   | 338   | 410   | 425   | 339   | 313   | 306   | 317   | 357   | 307   | 268   |
|                 | 1857. | 1869. | 1880. | 1890. | 1900. | 1910. | 1921. | 1931. | 1948. | 1953. | 1961. | 1971. | 1981. | 1991. | 2001. | 2011. | 2021. |

NapomenaDo 1900. iskazivano pod imenom Vrhovec. U 1973. dio područja ovog naselja izdvojen je u novo naselje Ivanečko Naselje, za koje sadrži dio podataka od 1857. do 1961. U 2001. smanjeno za dio područja koji je pripojen naselju Salinovec, za koje sadrži dio podataka od 1857. do 1991.